# 15 de agosto nos Jogos Olímpicos de Verão de 2008
15 de agosto foi o nono dia de competições dos Jogos Olímpicos de Verão de 2008. Neste dia foram disputadas competições de vinte e três esportes.

## Esportes
| - Atletismo - Badminton - Basquetebol - Beisebol - Boxe - Canoagem - Esgrima - Ginástica - Handebol - Hipismo - Hóquei sobre a grama - Judô | - Lutas - Natação - Pólo aquático - Remo - Softbol - Tênis - Tênis de mesa - Tiro - Tiro com arco - Vela - Voleibol |

## Destaques do dia

### Atletismo
Nas primeiras finais do atletismo, o polonês Tomasz Majewski vence o arremesso de peso masculino e a etíope Tirunesh Dibaba conquista o ouro nos 10000 m feminino com direito a recorde olímpico.

### Badminton
Na final do torneio de duplas femininas, as chinesas Du Jing e Yu Yang conquistam o ouro ao vencerem a dupla Lee Hyo-jung e Lee Kyung-won, da Coréia do Sul. O bronze também vai para a China.

### Ginástica artística
Duas estadunidenses ficam com os primeiros lugares na prova Individual Geral: Nastia Liukin conquista o ouro e Shawn Johnson fica em segundo. A chinesa Yang Yilin fica com o bronze.

### Natação
- 50 m livre masculino: na semifinal da prova, o brasileiro César Cielo Filho quebra o recorde olímpico e fica com o melhor tempo para a final.[5]

- 200 m costas feminino: a estadunidense Rebecca Soni quebra o recorde mundial da prova e chega quase dois segundos à frente da vice-campeã.[6]

- 200 m costas masculino: o estadunidense Ryan Lochte quebra o recorde mundial numa prova em que ouro e prata vão para os Estados Unidos.[7]

- 200 m medley masculino: Michael Phelps conquista sua sexta medalha de ouro, quebrando mais um recorde mundial, em mais uma "dobradinha" dos Estados Unidos. O bronze fica com o húngaro Laszlo Cseh e o brasileiro Thiago Pereira termina em quarto.[8]

### Tênis
Depois de ser eliminado do torneio de simples, Roger Federer conquista vaga na final do torneio de duplas, ao lado de Stanislas Wawrinka, após vencer duas partidas no dia. Fernando González (Chile) e Rafael Nadal (Espanha) farão a final do torneio de simples.

## Campeões do dia
| Modalidade     | Evento                          | Atleta(s)                                       | País               | Recorde | Ref.   |
| -------------- | ------------------------------- | ----------------------------------------------- | ------------------ | ------- | ------ |
| Tiro com arco  | Individual masculino            | Viktor Ruban                                    | UKR Ucrânia        |         | [ 11 ] |
| Atletismo      | Arremesso de peso masculino     | Tomasz Majewski                                 | POL Polônia        |         | [ 12 ] |
| Atletismo      | 10000 m feminino                | Tirunesh Dibaba                                 | ETH Etiópia        | OR      | [ 13 ] |
| Badminton      | Duplas femininas                | Du Jing e Yu Yang                               | CHN China          |         | [ 14 ] |
| Canoagem       | Slalom C-2 masculino            | Pavol Hochschorner e Peter Hochschorner         | SVK Eslováquia     |         | [ 15 ] |
| Canoagem       | Slalom K-1 feminino             | Elena Kaliská                                   | SVK Eslováquia     |         | [ 16 ] |
| Ciclismo       | Sprint por equipes masculino    | Chris Hoy, Jason Kenny, Jamie Staff             | GBR Grã-Bretanha   |         | [ 17 ] |
| Esgrima        | Espada por equipes masculino    | Jérôme Jeannet, Fabrice Jeannet, Ulrich Robeiri | FRA França         |         | [ 18 ] |
| Ginástica      | Individual Geral feminino       | Nastia Liukin                                   | USA Estados Unidos |         | [ 19 ] |
| Judo           | Mais de 100 kg masculino        | Satoshi Ishii                                   | JPN Japão          |         | [ 20 ] |
| Judo           | Até 78 kg feminino              | Tong Wen                                        | CHN China          |         | [ 20 ] |
| Tiro           | Carabina deitado 50 m masculino | Artur Ayvazian                                  | UKR Ucrânia        |         | [ 21 ] |
| Natação        | 200 m costas masculino          | Ryan Lochte                                     | USA Estados Unidos | WR      | [ 22 ] |
| Natação        | 200 m livre masculino           | Michael Phelps                                  | USA Estados Unidos | WR      | [ 23 ] |
| Natação        | 100 m livre feminino            | Britta Steffen                                  | GER Alemanha       | OR      | [ 24 ] |
| Natação        | 200 m peito feminino            | Rebecca Soni                                    | USA Estados Unidos | WR      | [ 25 ] |
| Halterofilismo | Até 85 kg masculino             | Lu Yong                                         | CHN China          |         | [ 26 ] |
| Halterofilismo | Até 75 kg feminino              | Cao Lei                                         | CHN China          | OR      | [ 27 ] |

## Líderes do quadro de medalhas ao final do dia 15
| Ordem | País               | Medalha de ouro | Medalha de prata | Medalha de bronze |    |
| ----- | ------------------ | --------------- | ---------------- | ----------------- | -- |
| 1     | CHN China          | 26              | 9                | 6                 | 41 |
| 2     | USA Estados Unidos | 14              | 13               | 19                | 46 |
| 3     | GER Alemanha       | 8               | 2                | 4                 | 14 |
| 4     | KOR Coreia do Sul  | 6               | 9                | 3                 | 18 |
| 5     | ITA Itália         | 6               | 4                | 4                 | 14 |